# Província de Huelva
Huelva (en castellà, Huelva) és una de les vuit províncies que componen la comunitat autònoma d'Andalusia.
Situada a l'Andalusia Occidental, limita al nord amb Extremadura, a l'est amb les províncies de Sevilla i Cadis, al sud amb l'oceà Atlàntic i a l'oest amb Portugal. La capital és Huelva.
Té una extensió de 10.128 km², amb una població total de 462.579 persones, de les quals prop del 30% habiten a la capital.
En total la província consta de 79 municipis agrupats en sis partits judicials: Aracena, Ayamonte, Huelva, Moguer, La Palma del Condado i Valverde del Camino.

## Geografia
Geogràficament, la província té dues parts clarament diferenciades entre l'est i l'oest. A la part nord la Sierra Morena i a la part sud la plana. Les comarques que formen cadascuna d'aquestes dues parts són: al nord, la Sierra Alta i El Andévalo, que serveix de transició a la part sud, la Tierra Llana, El Condado i la franja litoral d'Arenas Gordas.
A Huelva hi ha el Parc Nacional de Doñana, declarat per la UNESCO Patrimoni de la Humanitat i una de les més importants reserves biològiques d'Europa.

## Clima
Per a analitzar el clima de Huelva cal fixar-se en la seua situació geogràfica. Aquesta es troba entre els 37º 15" de latitud i els 6° 57′ Oest de longitud. Orientada en general cap al sud, zona de màxima exposició solar. Compta amb 3.000 hores de sol a l'any aproximadament, la qual cosa equival a 300 dies anuals sense núvols.
Cal tenir en compte un factor decisiu com és la seua proximitat a l'Atlàntic, la influència del qual es manifesta en l'oscil·lació entre la temperatura mitjana de les màximes i la mitjana de les mínimes. A més, la província compta amb suaus topografies que es van incrementant cap al nord, factor que també influeix en les temperatures, que minven de sud a nord, tal com va augmentant l'altitud.
En general compta amb un hivern poc fred, suau, on cap més baixa dels 10º, i un estiu calorós, els mesos més càlids del qual són juliol i agost.
Aquestes característiques defineixen un clima mediterrani oceànic o amb influències atlàntiques, que es pot dividir en dues zones: l'atlàntica submarítima i la continental atenuada.
- A la subregió atlàntica submarítima, a les terres baixes de les valls protegides els estius són calorosos, mentre que les terres altes gaudeixen de temperatures suaus. A l'hivern, la continentalitat es fa notar a mesura que avancem cap a l'interior. Els estius són calorosos, amb cels clars, encara que la calor del dia és seguida per la frescor i la serenitat de la nit.

- La subregió continental atenuada es caracteritza per la suavitat dels seus hiverns, en què ocasionalment es presenten gelades (entre 5 i 10 dies a l'any la temperatura minva cap als 0°). A l'estiu, el contrast tèrmic és significatiu i el juliol nés el mes més calorós.

Quant a les precipitacions, es troben al voltant dels 500 mm anuals (a la zona muntanyenca de l'interior poden augmentar fins als 1.000 mm anuals). El màxim pluviòmetric es troba a la fi de tardor-hivern, mentre que a l'estació estival escassegen les pluges, particularment al juliol, en què no es registra gaire precipitació.

## Història
En l'aspecte històric, la província de Huelva ha estat assentament d'antigues civilitzacions mediterrànies, a causa de les riqueses mineres que atresora aquesta terra. Durant l'època musulmana s'hi van establir dues taifes, amb capitalitat a Huelva i a Niebla, població aquesta última en què es conserva un extraordinari recinte emmurallat.
Amb la finalitat de la colonització cristiana, al segle xiii, després de la presa de la ciutat de Niebla per part d'Alfons X de Castella, la província de Huelva esdevé un important territori fronterer amb Portugal i serveix de fre a la política expansionista portuguesa.
A la fi del segle xv, s'havia desenvolupat la vocació marinera dels seus habitants: de Palos de la Frontera va partir, el 1492, la primera expedició colombina, que va dur molta gent de Huelva a terres americanes.
Amb motiu del trasllat a Sevilla i Cadis del comerç amb els territoris americans, Huelva entra en un període de decadència del qual no eixirà fins al segle xix, amb l'explotació intensiva dels seus importants recursos miners per part de companyies franceses i, sobretot, de la britànica Matheson and Co., que a partir de 1874 va explotar els jaciments de pirita, de ferro i de coure trobats a la zona d'El Andévalo, majoritàriament a la part propera a les poblacions de Minas de Riotinto, Calañas i Tharsis, pertanyent al municipi d'Alosno.
No obstant això, la conca minera seria, durant les primeres dècades del segle xx, escenari de grans conflictes socials i feu de l'explotació britànica, la qual cosa feia que els habitants de la província veren com la seua riquesa minera embarcava rumb a l'estranger.
Quan la rendibilitat de les explotacions va baixar, les mines van passar a mans espanyoles, però hi va disminuir considerablement l'ocupació, a causa de les modernes tècniques d'explotació, en uns casos, i a l'esgotament de les explotacions en uns altres.
Per a mitigar, en part, l'atur generat es va crear als anys 1960 un Polo de Desarrollo que va donar lloc a la instal·lació a Huelva d'una important, malgrat que altament contaminant, indústria química: refineria de petroli, fàbriques d'àcid sulfúric i fosfòric, adobs, etc.
Cal destacar també l'ampli desenvolupament agrícola dels últims temps, del qual cal destacar el cultiu de la maduixa a les seues àmplies zones sorrenques i que, a causa del clima benigne, permet la seua exportació als mercats europeus de forma molt primerenca.
Són també importants les produccions vitivinícoles (a l'àrea d'El Condado) i de fusta, així com la pesca, encara que aquesta última indústria és principalment monopolitzada entre les ciutats de Huelva, Ayamonte i Isla Cristina.
D'especial importància va ser el naixement el 1881 a Moguer del fill més il·lustre de la província, Juan Ramón Jiménez, autor de Platero y yo, el qual va guanyar el premi Nobel el 1956.
Un reportatge del diari digital El Español publicat el 2018 contà que als camps de freses de la província ocorrien coaccions per part dels caps cap a les immigrants treballadores perquè tingueren sexe. Hi ha denuncies des de 2015, segons la Fiscalia de Huelva.